# 8971 Leucocephala
8971 Leucocephala è un asteroide della fascia principale. Scoperto nel 1973, presenta un'orbita caratterizzata da un semiasse maggiore pari a 3,1011999 UA e da un'eccentricità di 0,1488664, inclinata di 0,75867° rispetto all'eclittica.